# Makybe Diva

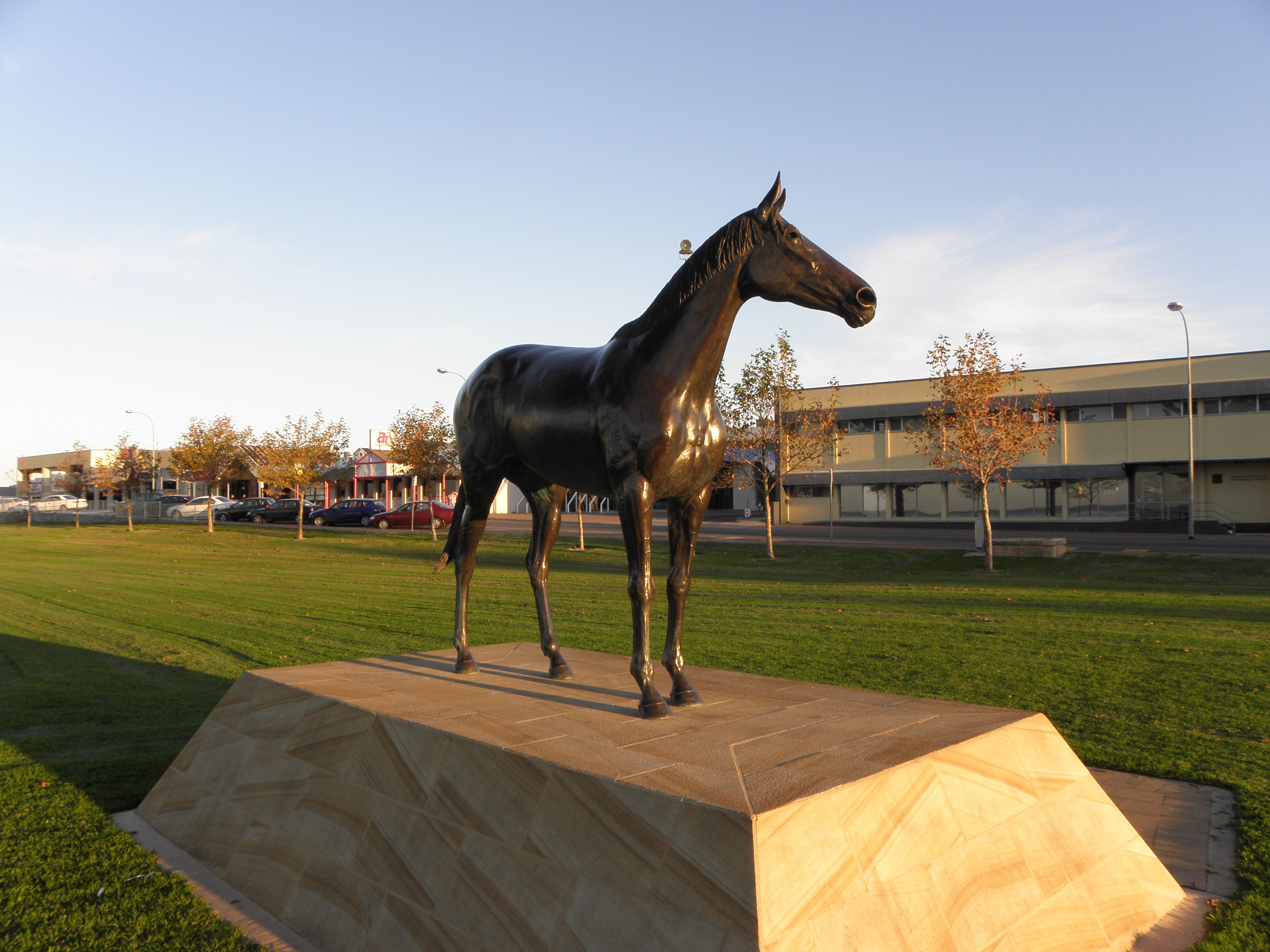
Standbeeld van Makybe Diva in het Australische Port Lincoln.

Makybe Diva (Somerset, 21 maart 1999) is een Brits-Australisch racepaard.
De merrie, geboren uit Desert King en Tugela, werd aangekocht door de Australische tonijnvisser Tony Šantić, die het vernoemde naar vijf van zijn medewerksters: Maureen, Kylie, Belinda, Diane, en Vanessa. Makybe Diva was het eerste paard dat de Melbourne Cup ("the race that stops the nation") drie jaar op rij heeft gewonnen, van 2003 tot en met 2005.